# Guillemots
Pour les articles homonymes, voir Guillemot.
Guillemots, parfois écrit gUiLLeMoTs, est un groupe de rock indépendant britannique, originaire de Londres, en Angleterre. Il est formé en novembre 2004 par Fyfe Dangerfield.

## Biographie

### Formation et débuts (2004–2006)

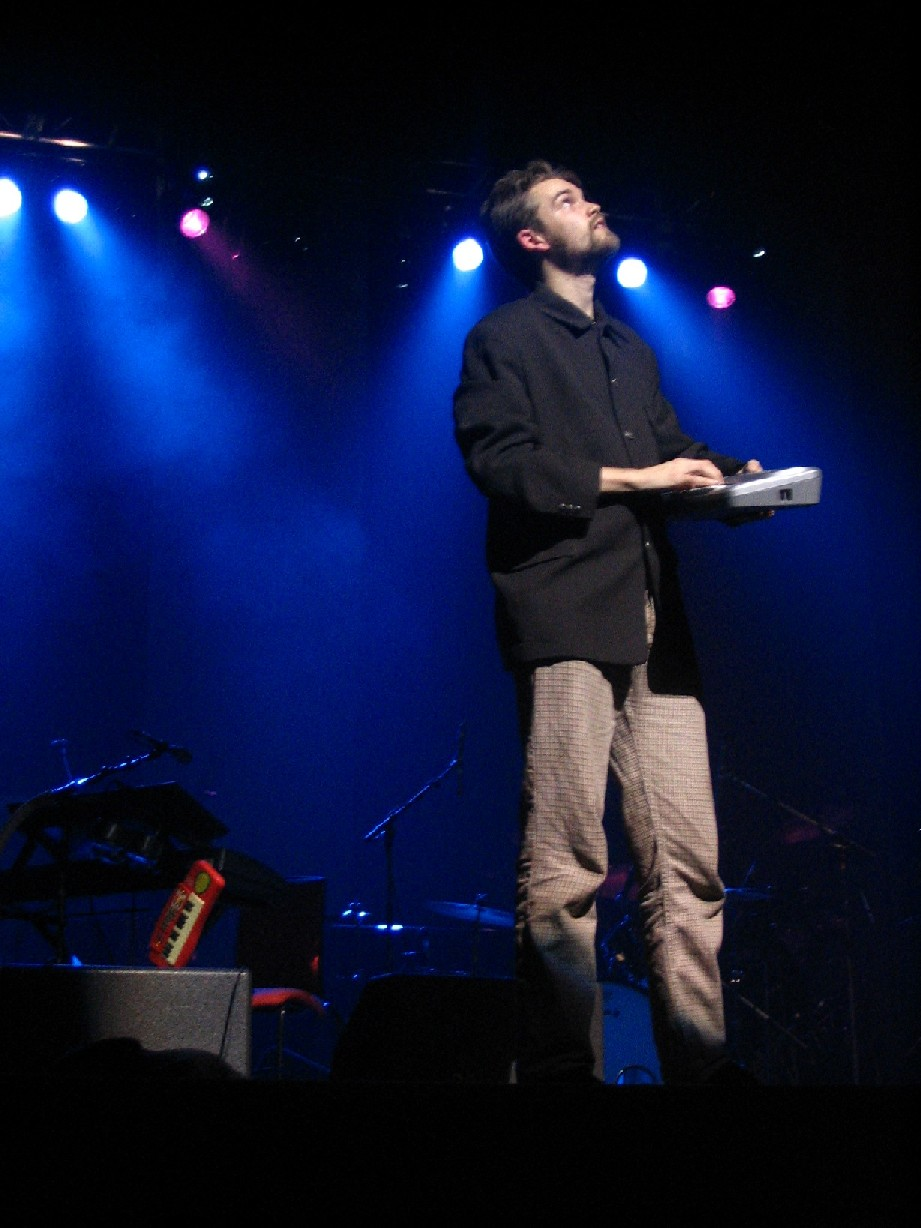
Fyfe en 2005.

Fyfe Dangerfield commence à écrire des chansons dans son Birmingham natal puis à Bromsgrove. Son premier groupe, Senseless Prayer, enregistre un morceau pour John Peel's Radio 1 Birmingham show en 1999. Puis il commence à écrire des chansons sous le nom de Fyfe Dangerfield and the Accidents, et en 2004 il figure aux côtés de Misty's Big Adventure, Mike in Mono, Dreams of Tall Buildings, et X Is Greater Than Y sur un CD promotionnel offert avec The Birmingham Post, appelé Broader than Broad Street. Il joue ensuite avec un ancien copain d'école, Paul « Booby » Tooby, lors de son Ragamuffin Blues but Holes in My Shoes Tour. Dangerfield déménage à Bromsgrove en 1998 ; puis à Londres en 2002, où il recrute les membres actuels de Guillemots. Il est aussi devenu un professeur atypique au Cranbrook College.
Le nom du groupe s'inspire du pluriel d'un groupe d'oiseaux de mer (plus particulièrement le guillemot de Troïl, Uria aalge) est prononcé 'gillimott' (sans l'accent français). Le quatuor jouait souvent du saxophone et des instruments à vent, Alex Ward et Chris Cundy, connus sous le surnom de Bridled Guillemots. Dangerfield, Ward et Cundy sont aussi membres fondateurs du groupe de jazz Gannets.
Les volatiles sont une source d'inspiration pour le groupe, et ne se limite pas qu'au nom. Par exemple, leur EP From the Cliffs (2006) continue avec le thème de l'habitat naturel du guillemot. Dans leur page MySpace ils attribuent leur inspiration aux chants des oiseaux et musicalement de Björk. Le groupe est initialement signé au label Fantastic Plastic Records, qui publiera leur premier album en 2006 ; après quelques offres d'autres majors, ils signent finalement chez Polydor Records. Leur premier album comprend des enregistrements de plongeons à gorge rouge (Gavia stellata) et de rouge-gorges familiers (Erithacus rubecula). En juin 2007, le groupe participe à un documentaire de la BBC Four, Why Birds Sing.
Le groupe sort son premier EP, I Saw Such Things in My Sleep, en septembre 2005, les 1 000 exemplaires s'étant écoulés le jour de sa sortie. Le groupe termine son passage à succès avec Rufus Wainwright pendant sa tournée britannique, et commence 2006 comme étant classé cinquième de la liste Sound of 2006 établie par la BBC. Le single We're Here est nommé single de la semaine sur le site web Jungalist le 27 mars 2006, et le groupe participe au Top of the Pops le 9 juin 2006 jouant le single Made-Up Lovesong No. 43.

### Through the Windowpane(2006–2008)
Le premier album des Guillemots, Through the Windowpane, est publié le 10 juillet et atteint la 17e place des classements britanniques. La date de sortie est repoussée permettant à l'album d'être nommé pour un Mercury Music Prize, qui perd face à Whatever People Say I Am, That's What I'm Not des Arctic Monkeys. Il est bien accueilli à sa sortie, et reçoit une moyenne général de 81 % sur l'agrégateur Metacritic.
Pendant les sessions d'enregistrement de l'album, le groupe enregistre un EP intitulé Of the Night composé de morceaux écrit par chaque membre du groupe. Il est publié sur Internet le jour de la Saint-Valentin en 2006 et joué en live dans son intégralité au BBC Electric Proms 2006, avec la BBC Concert Orchestra. Leur performance de ad Boyfriend est particulièrement remarqué.

### Redet brève pause (2008–2010)
Leur deuxième album, Red, est publié le 24 mars 2008, précédé par le single Get Over It le 17 mars. Get Over It devient le single des Guillemots le mieux classé, 20e de l'UK Singles Chart, et Red atteint la 9e place de l'UK Albums Chart. L'album se caractérise par des morceaux à styles musicaux variables. Le groupe tourne intensément en 2008, concluant avec la tournée britannique Fishbone for a Drink Tour. En cette fin d'année 2008, Fyfe rapporte que « c'est bientôt la fin de la première phase du groupe. »
Le groupe part ensuite en pause. Fyfe publie son premier album solo, Fly Yellow Moon, en janvier 2010. Il tourne en son soutien avec le groupe, mais le succès de Fyfe aurait pu sonner la fin des Guillemots. Fyfe révèlera alors être resté en contact avec le groupe. Le 18 juin 2009, Guillemots rapporte sur son site web être en train de travailler sur un troisième album. Les enregistrements prennent fin vers l'automne 2010.

### Walk the River(2010–2011)
En octobre 2010, Fyfe annonce sur Twitter la fin des enregistrements de l'album, dont le mastering et es dernières retouches se sont supposément faits en novembre. En décembre, le groupe lance un compte à rebours censé se terminer le 13 janvier ; il révèle ensuite un concert secret effectué dans un lien inconnu pour le 27 janvier. Les tickets se sont vendus en quatre minutes.
Leur troisième album, Walk the River, est publié le 18 avril 2011. L'album est précédé par le single The Basket. À sa sortie, des exemplaires de l'album signés par le groupe sont disponibles. Fyfe et Greig jouent une version du single I Don't Feel Amazing Now, dans un petit bois localisé au Nord de Londres pour WatchListenTell
.
Plusieurs concerts suivront, dans des grandes villes comme Birmingham, Londres, Manchester et Glasgow. Les Guillemots joueront ensuite à divers festivals britanniques durant l'été 2011. En septembre, le groupe commence une tournée en Europe, avant de jouer quatre shows au Brésil et en Argentine en octobre.

### Hello Land!(depuis 2012)
En janvier 2012, Fyfe révèle que le groupe est en train d'écrire de nouveaux morceaux pour un nouvel album. Le 7 mai, le groupe annonce sur son site web la sortie de quatre nouveaux albums en 2012, sous le nom de projet The Emporium of Fine Things. Le premier, Hello Land!, est publié le même jour en CD et téléchargement. Les albums sont publiés en partenariat avec state51 Conspiracy.

## Membres

### Membres actuels
- Fyfe Dangerfield (Fyfe Antony Dangerfield Hutchins) - chant, clavier, guitare
- Aristazabal Hawkes - guitare basse
- Greig Stewart (Rican Caol) - percussions

### Ancien membre
- MC Lord Magrão  - guitare

## Discographie

### Albums studio
- 2006 : Through the Windowpane
- 2008 : Red
- 2011 : Walk the River

### EP
- 2005 : I Saw Such Things in My Sleep EP
- 2006 : Of the Night
- 2006 : From the Cliffs

### Singles
- 2005 : Trains to Brazil
- 2006 : We're Here
- 2006 : Made-Up Lovesong 43
- 2006 : Trains to Brazil (réédition)
- 2007 : Annie, Let's Not Wait
- 2008 : Get Over It
- 2008 : Falling Out of Reach
- 2008 : Kriss Kross / Clarion (double face A) (22 septembre)[11]
- 2011 : The Basket
- 2011 : I Must Be a Lover (4 juillet)[12]
- 2011 : I Don't Feel Amazing Now

### Bande son
- Friday Night with Jonathan Ross : Annie, Let's Not Wait (2006)
- Top of the Pops : Made-Up Lovesong #43 (2006)
- Waterloo Road : Trains To Brazil bande originale. (2007)
- Hollyoaks : Made-Up Lovesong #43 bande originale. (2007)
- EastEnders : We're Here jouée avec Queen Vic. (2007)
- EastEnders : Trains To Brazil jouée dans la voiture de Phil Mitchell. (2007)
- Talk to Me : Made-Up Lovesong #43 bande originale du dernier épisode de la saison. (2007)
- “PES 2010” : “Trains to Brazil”